# Ляховка (Городокский район)
Ляховка — деревня в Городокском районе Витебской области Белоруссии. Входит в состав Езерищенского сельсовета, ранее входила в состав Руднянского сельсовета.
Находится примерно в 3 верстах к югу от более крупной деревни Рудня.

## Население
- 1999 год — 24 человека
- 2010 год — 6 человек[3]
- 2019 год — 6 человек[1]